# Aleixo de Meneses
Aleixo de Meneses (Lisboa, 25 de enero de 1559 - Madrid, 3 de mayo de 1617) fue un religioso agustino y hombre de estado portugués.  
Fue prior de varios conventos en Portugal (1588-94), arzobispo de Goa (1594-1612), gobernador de la India portuguesa  (1607-09), arzobispo de Braga (1612-1617), virrey de Portugal (1614-15) y presidente del Consejo de Portugal de Felipe III de España (1615-1617). 

## Biografía

### Familia
Nacido en Lisboa en 1559, fue bautizado como Pedro, nombre que después cambiaría al entrar en religión.  Por línea paterna era nieto de Pedro de Meneses, que fue nombrado conde de Cantanhede por su participación en la batalla de Toro, e hijo de Aleixo de Meneses, que en su juventud había sido capitán en el norte de África y en Asia, mayordomo de la infanta María Manuela y consejero del rey Juan III de Portugal, y ahora ejercía como mayordomo de la reina Catalina de Austria y ayo de Sebastián I de Portugal.  
Su madre fue Luisa de Noronha, hija del capitán de Azamor Álvaro de Noronha.  Por la rama materna era pariente de Agostinho de Castro, que fue arzobispo de Braga.

### Fraile agustino
Criado en el palacio real, tenía diez años de edad cuando murió su padre, y quince cuando en 1574 ingresó en la orden de San Agustín, en la que el año siguiente pronunció los votos en el convento da Graça de Lisboa, tomando el nombre de Aleixo de Jesus.
En 1578 tuvo lugar la batalla de Alcazarquivir en la que murió su hermano Luis y resultó preso su otro hermano Álvaro, y dos años después la batalla de Alcántara tras la que Portugal quedó unido a España.  
Ajeno a estos acontecimientos políticos y militares, Aleixo se ordenó de sacerdote entre 1582-84, y tras estudiar Artes y Teología en la Universidad de Coímbra (aunque sin lograr un título académico), fue prior de los conventos agustinos de Torres Vedras (1588-90), Santarém (1590-92) y Lisboa (1592-94), y este último año fue elegido definidor de su orden.

### Estancia en Asia

Su escudo episcopal.

#### Arzobispo de Goa
En noviembre de 1594 el rey Felipe II le presentó al papa Clemente VIII para ocupar el puesto de arzobispo de Goa, en la India portuguesa. El nombramiento no fue de su agrado, por su carácter más proclive al recogimiento del claustro que a las altas dignidades, el desamparo en que debía dejar a su madre y hermana viudas y el poco atractivo de una diócesis lejana, pero la insistencia y las concesiones del rey le obligaron a aceptarlo.
En marzo de 1595 fue consagrado por el patriarca de Lisboa Miguel de Castro y tras un viaje penoso en el que casi todos los pasajeros y marineros cayeron enfermos, en septiembre de 1595 llegó a su destino.

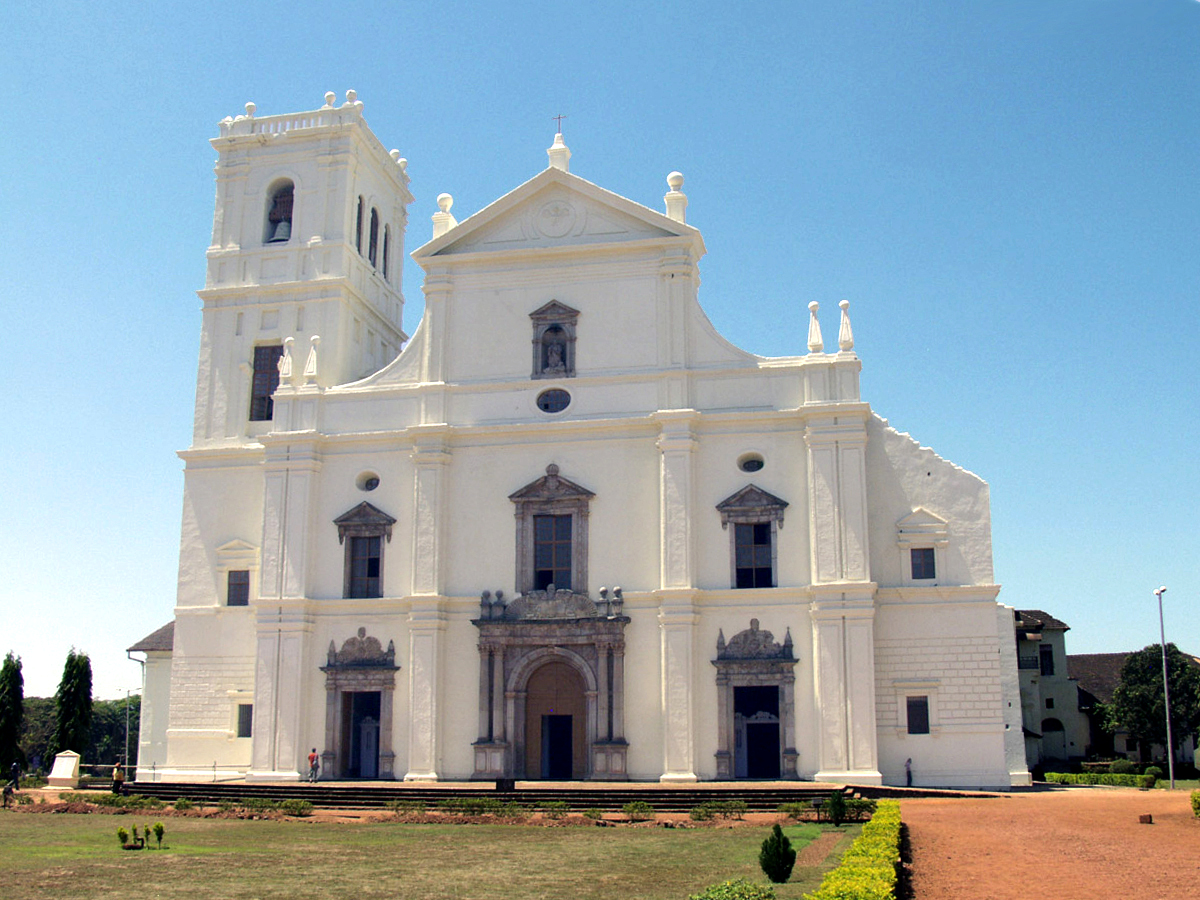
Catedral de Goa.

Durante los quince años que duró su pontificado en Goa, impulsó el asentamiento de los agustinos en Asia, reformó las órdenes religiosas, fundó monasterios femeninos para recogimiento de mujeres descarriadas, estimuló el estudio de las lenguas locales entre el clero para que los sermones y confesiones no se hicieran mediante intérpretes, cursó visita pastoral a toda la diócesis, presidió el concilio provincial de Goa de 1606, en el que tomó para sí y para sus sucesores el título de "Primado de Oriente", y fundó más de cien parroquias, intentando siempre poner en práctica los cánones del Concilio de Trento. 

##### El sínodo de Diamper
Mención aparte merece el llamado Sínodo de Diamper, el episodio más conocido de su estancia en India.  En Malabar existía una numerosa comunidad de cristianos que según la tradición oral y los apócrifos Hechos de Tomás se había formado durante la evangelización que el apóstol Santo Tomás había llevado a cabo en el Reino indo-parto en el siglo I. Dependía de la iglesia caldea, obedecía al Patriarca de Babilonia, seguía el rito siríaco y sus creencias estaban consideradas por los católicos como nestorianistas.  
Cuando murió el obispo de Angamale Mar Abraão y quedó como administrador de la diócesis el arcediano Jorge de la Cruz, Meneses convocó el sínodo de 1599, en el que reformó la liturgia, mandó destruir los libros heréticos, implantó el rito latino, nombró como obispo al jesuita Francisco Ros y consiguió la obediencia de los cristianos malabares a la Santa Sede de Roma, a la arquidiócesis de Goa y al Padroado portugués.
Este episodio fue considerado en Europa como un triunfo de Meneses en favor de la religión católica, por el que recibió un elogio del papa, pero ya pocos años después el mismo Francisco Ros escribía a sus superiores que el sínodo no había sido tal, pues los decretos que en él se contenían no se habían consultado sino impuesto a los prelados malabares, y que algunos de estos decretos habían sido manipulados posteriormente por Meneses, pues en la versión que se redactó en malayalam para uso de los malabares no estaban incluidos algunos de los que sí lo estaban en el que se imprimió en portugués.  
En los siglos siguientes, historiadores y teólogos, católicos y protestantes, criticaron o defendieron opiniones opuestas sobre la validez canónica del sínodo, la autoridad legal de Meneses para convocarlo, su aprobación por parte del papa y su efectividad en la latinización de los malabares.  Todavía en la historiografía del siglo XX hay quienes consideran que Meneses destruyó la cultura cristiana de los malabares y quienes le consideran un héroe que les salvó de sus errores teológicos.

#### Gobernador de la India
Paralelamente a su actividad religiosa tuvo también una destacada participación en el gobierno de India.   Considerado como la segunda autoridad política del país después del virrey, ofició como la primera durante las ausencias de los virreyes Aires de Saldanha y Martim Afonso de Castro durante sus campañas militares en la guerra luso-neerlandesa, y tras la muerte de este último ejerció como gobernador hasta la llegada de André Furtado de Mendonça.
Ya desde 1602 solicitaba al rey licencia para renunciar a la diócesis, aunque solo en 1609 le fue concedida, y solo en enero de 1611 comenzó el viaje de regreso a Europa, a donde llegó en junio.  

### Regreso a la península

#### Arzobispo de Braga

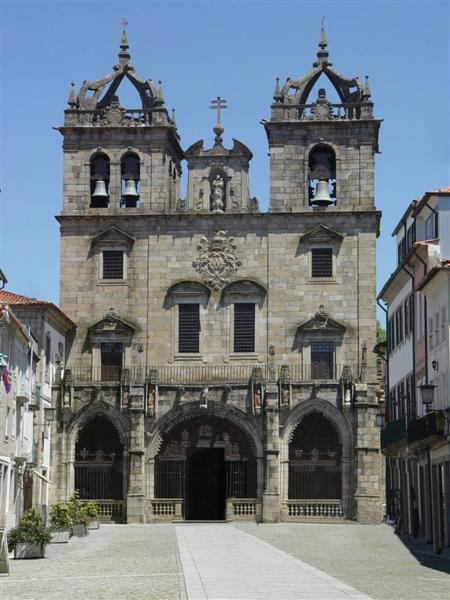
Catedral de Braga.

A su llegada, el nuevo rey Felipe III y el papa Paulo V le habían reservado el arzobispado de Braga, vacante por la muerte dos años antes de Agostinho de Castro. El 19 de marzo de 1612 recibió la bula por la que el papa le nombró arzobispo, y como tal, Primado de las Españas.  
Sin embargo su estancia en la sede duró menos de un año: la diócesis estaba gravada por numerosas pensiones concedidas antes de su llegada, para cuyo pago no eran suficientes las rentas eclesiásticas, y en febrero de 1613 Meneses salió hacia Madrid para resolver este asunto en la corte real. Ya nunca volvió a Braga, ante las protestas del cabildo catedralicio que exigía su residencia allí.
Los motivos principales de su presencia en la corte de Madrid eran dos: conseguir que el rey ordenase al virrey de la India que pagase los préstamos que el arzobispo había recibido de los comerciantes locales durante su estancia allí, y conseguir que se le quitasen las pensiones concedidas sobre la diócesis bracarense desde la muerte de su antecesor hasta su toma de posesión.  También aprovechó su estancia en España para tratar de la colación de beneficios, las visitas ad limina y el proyecto de llevar a los agustinos recoletos a Portugal, conseguir la aprobación de los estatutos de los monasterios fundados en Goa y visitar a sor Luisa de la Ascensión.

#### Virrey de Portugal y presidente del Consejo
Se encontraba todavía en Madrid cuando en diciembre de 1613 murió el virrey de Portugal Cristóbal de Moura y Meneses fue nombrado en su lugar.  Regresó como tal a Lisboa en junio de 1614, y desempeñó el cargo hasta mediados del año siguiente, cuando regresó nuevamente a Madrid como presidente del Consejo de Portugal.

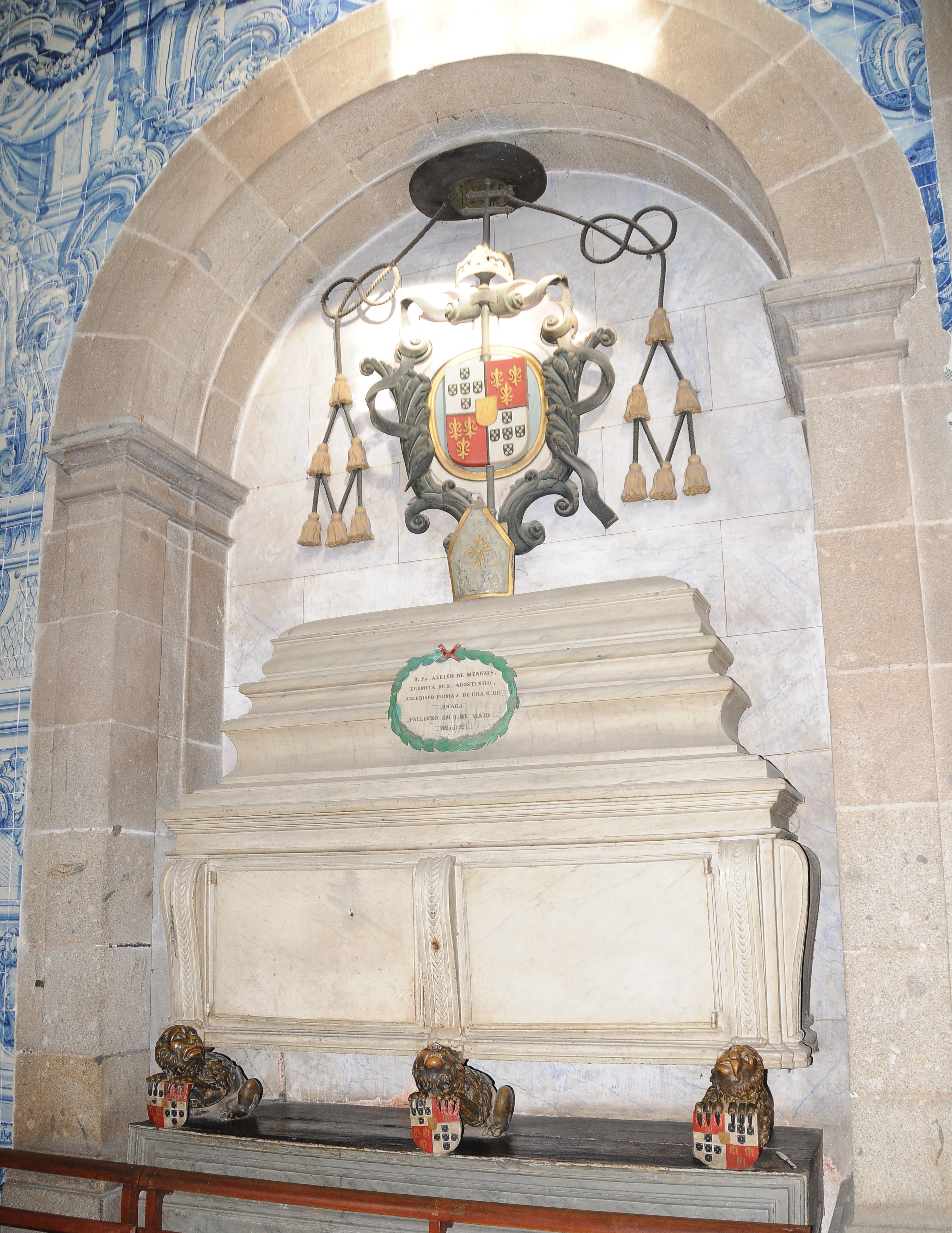
Sepultura de Fr. Aleixo en Santa Maria do Pópulo de Braga.

### Muerte
Dispuesto a renunciar a la diócesis de Braga por su dilatada ausencia, murió en la primavera de 1617 a los cincuenta y ocho años de edad en el convento de San Felipe el Real de Madrid donde residía durante sus estancias en la corte, dejando en su testamento poco más que deudas y algunas obras escritas, la mayoría de las cuales nunca se publicaron.
Según su última voluntad, fue sepultado en este mismo convento, desde donde varios años después sus restos fueron trasladados a la iglesia de Santa Maria del Pópulo de Braga, donde todavía puede verse su sepultura.